# Full Gear (2019)
Full Gear (2019) – gala wrestlingu wyprodukowana przez federację i dla zawodników All Elite Wrestling (AEW). Odbyła się 9 listopada 2019 w Royal Farms Arena w Baltimore w stanie Maryland. Emisja była przeprowadzana na żywo przez serwis strumieniowy B/R Live w Ameryce Północnej i za pośrednictwem FITE TV na całym świecie oraz w systemie pay-per-view. Była to pierwsza gala w chronologii cyklu Full Gear.
Na gali odbyło się osiem walk, w tym jedna podczas pre-show Buy In. W walce wieczoru, Jon Moxley pokonał Kenny’ego Omegę w Unsanctioned Lights Out matchu. W innych ważnych walkach, Chris Jericho pokonał Cody’ego broniąc AEW World Championship po tym jak MJF rzucił Cody’emu ręcznik, przez co Cody nie może już walczyć o AEW World Championship, Riho pokonała Emi Sakurę obroniając AEW Women’s World Championship, oraz SoCal Uncensored (Frankie Kazarian i Scorpio Sky) obronili AEW World Tag Team Championship pokonując Lucha Brothers (Pentagon Jr. i Rey Fénixa) oraz Private Party (Isiaha Kassidy’ego i Marqa Quena) w three-way tag team matchu.

## Produkcja
Full Gear oferowało walki profesjonalnego wrestlingu z udziałem wrestlerów należących do federacji All Elite Wrestling. Oskryptowane rywalizacje (storyline’y) kreowane są podczas cotygodniowych gal Dynamite i Dark oraz podczas odcinków serii Being The Elite. Wrestlerzy są przedstawieni jako heele (negatywni, źli zawodnicy i najczęściej wrogowie publiki) i face’owie (pozytywni, dobrzy i najczęściej ulubieńcy publiki), którzy rywalizują pomiędzy sobą w seriach walk mających budować napięcie. Kulminacją rywalizacji jest walka wrestlerska lub ich seria.

### Rywalizacje
25 maja 2019 na gali Double or Nothing, Jon Moxley pojawił się na arenie niespodziewanie i zaatakował Chrisa Jericho oraz Kennego Omegę. Po tym zdarzeniu, walka Moxleya i Omegi została zaplanowana na galę All Out. Później ją wycofano ze względu na kontuzję łokcia Moxleya. 4 września ich walka została przeniesiona na Full Gear. 30 października ogłoszono, że pojedynek będzie nieoficjalny i nie będzie się liczył do bilansu zwycięstw i porażek zawodników. Zdenerwowany Moxley powiedział wówczas prezesowi All Elite Wrestling, Tony’emu Khanowi, że będzie miał krew Omegi na rękach.
31 sierpnia 2019 na gali All Out, Chris Jericho pokonał Adama Page’a i został pierwszym AEW World Championem. Cody natomiast pokonał Shawna Spearsa, dzięki czemu jego stosunek zwycięstw do porażek wyniósł 2-1. To wystarczyło, aby Cody otrzymał szansę na walkę o mistrzostwo przeciwko Jericho. W programie AEW Dynamite Jericho przejawiał zachowania typowe dla heela. Często prowokował i poniżał Codiego, a także założył własną stajnię o nazwie The Inner Circle razem z Samim Guevarą, Santaną i Ortizem, oraz Jackiem Hagerem. 29 października AEW ogłosiło, że walka nie będzie mogła zakończyć się remisem - w razie nierozstrzygnięcia zwycięzcę wybiorą sędziowie. 6 listopada Cody oświadczył, że w odpowiedzi na krytykę członków zarządu różnych organizacji wrestlerskich, którzy byli jednocześnie mistrzami, on sam zobowiązuje się nigdy nie ubiegać o AEW World Championship, jeśli przegra walkę na gali Full Gear.
Santana i Ortiz debiutowali na gali All Out, atakując The Young Bucks. Szybko przyłączyli się do frakcji The Inner Circle Chrisa Jericho i razem z nim pokonali drużynę The Elite złożoną z Young Bucks i Kennego Omegi. Wkrótce wyzwali Young Bucks na pojedynek na gali Full Gear. Wyzwani wrestlerzy zaakceptowali propozycję. 30 października Santana and Ortiz demonstracyjnie zaatakowali goszczący w odcinku legendarny The Rock N' Roll Express (Robert Gibson i Ricky Morton).
Na gali Double or Nothing, Adam Page miał się zmierzyć z PAC’iem, ale ich walka została odwołana z powodu braku porozumienia z Dragon Gate – organizacją wrestlingu, w której PAC był panującym mistrzem. Wkrótce PAC debiutował na All Out, w którym pokonał Kennego Omegę. Po gali powiedział Page’owi, że przybył do All Elite Wrestling, aby się na nim zemścić. Obaj zmierzyli się 2 października w AEW Dynamite. PAC wygrał. 16 października Page z pomocą Omegi pokonał drużynę PACa i Jona Moxleya. Ich kolejna walka została zaplanowana na Full Gear.
16 października 2019, The Lucha Brothers zaatakowali drużynę SoCal Uncensored, w wyniku czego Christopher Daniels doznał kontuzji i nie mógł walczyć przez wiele tygodni. Mimo to, 30 października SoCal Uncensored, siłami Frankiego Kazariana i Scorpio Skya, udało się pokonać The Lucha Brothers w finale turnieju o AEW World Tag Team Championship. W kolejnym tygodniu ogłoszono, że na Full Gear SoCal Uncensored mają się zmierzyć w walce typu Three-Way Tag Team match przeciwko drużynie The Lucha Brothers i zwycięzcom walki między The Dark Order, a Private Party, którą wygrali Private Party.
6 listopada 2019, ogłoszono, że przeciwniczką mistrzyni kobiet Riho, w walce o AEW Women’s World Championship, będzie jej była trenerka Emi Sakura.
7 listopada podczas AEW Countdown: Full Gear, ogłoszono, że Joey Janela zmierzy się na gali z Shawnem Spearsem.
Podczas Tag Team matchu, w którym Bea Priestley i Shoko Nakajima zmierzyli się z Dr. Britt Baker i Riho na Fight for the Fallen pre-show Buy In, Priestley kopnęła Baker w tył głowy, powodując wstrząs mózgu. Podczas pre-show All Out Buy In, Baker wyeliminowała Priestleya z Casino Battle Royale, aby wyłonić jedną z dwóch pretendentek do walki o AEW Women’s World Championship, ale Priestley z kolei pomogła w eliminacji Baker, pozwalając Nyli Rose na wygraną. 5 listopada podczas odcinka Dark, ustalono walkę pomiędzy Baker i Priestley na pre-show Full Gear Buy In.

## Gala

### Komentatorzy i The Buy In
Komentatorami walki w pre-show byli Excalibur, Tazz i Golden Boy.
Pierwsza walka odbyła się między Beą Priestley, a Dr. Britt Baker. Baker pokonała przeciwniczkę, dzięki chwytowi Lock Jaw i zmuszeniu przeciwniczki do poddania się. Niespodziewanie po walce na arenę weszły Brandi Rhodes i Awesome Kong, która zaatakowała i powaliła Priestley. Rhodes z uśmiechem na twarzy podała towarzyszce nóż, aby ta odcięła część włosów pokonanej i zabrała je jako trofeum.

### Główne show

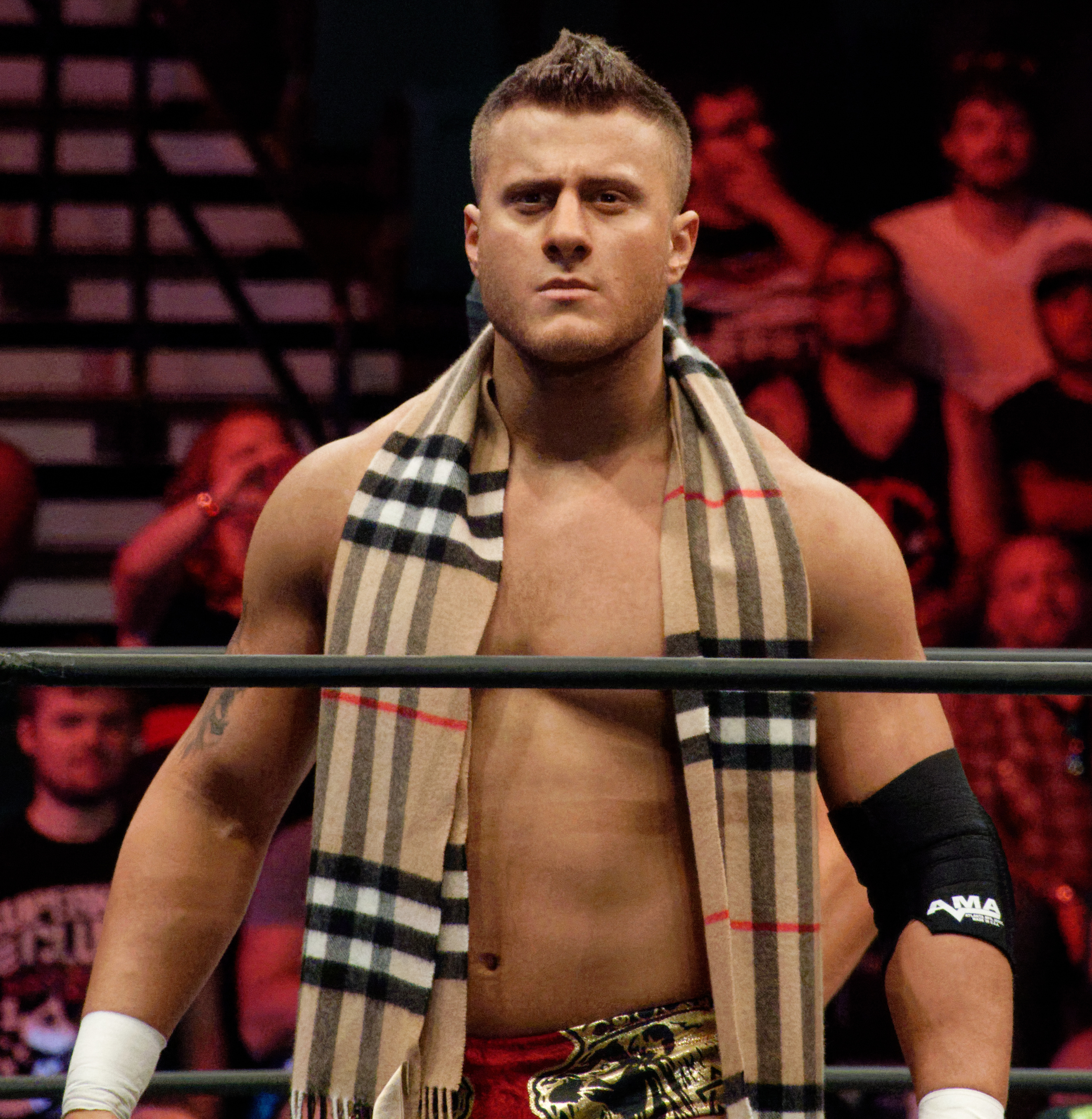
MJF − wrestler, który zdradził Cody’ego i przyczynił się do utraty przez niego możliwości ubiegania się o AEW World Championship

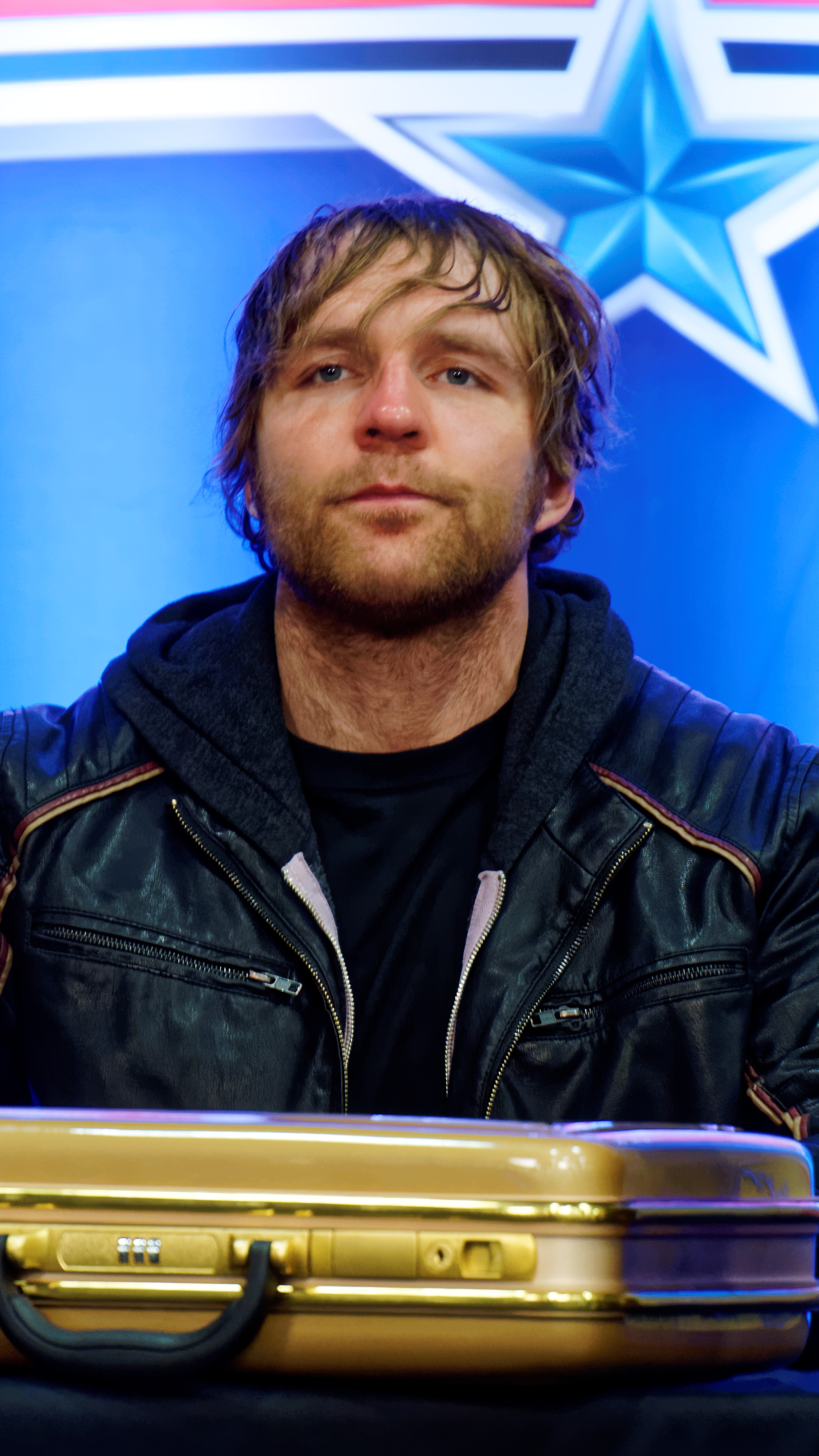
Jon Moxley − zwycięzca walki wieczoru

Komentatorami walk byli Jim Ross i Excalibur.
Santana and Ortiz, tym razem posługujący się nazwą Proud and Powerful, pokonali The Young Bucks. Po walce Sammy Guevara przyszedł pogratulować zwycięzcom i wspólnie zaatakowali pokonanych przeciwników. Guevara chciał w tym celu użyć skarpetki wypełnionej piłkami baseballowymi. Wtedy jednak na pomoc przybył tag team Rock ‘n Roll Express, który odegrał się na Santanie i Ortizie za zaatakowanie ich w odcinku AEW Dynamite
PAC zmierzył się z Adamem Page’em. Page atakował przeciwnika manewrami Suicide Dive i Avalanche Blockbuster, a PAC wykorzystał Black Arrow i Brutalizer. Ostatecznie najbardziej skuteczny okazał się Dead Eye Page’a, dzięki któremu Page powalił przeciwnika na dobre i wygrał przez przypięcie.
Shawn Spears pokonał Joeya Janelę. Komentatorzy zwrócili uwagę, że wyraźnie widać wpływ Tully’ego Blancharda na Spearsa.
Na zapleczu Golden Boy przeprowadził wywiad z Kipem Sabianem na temat zmiany jego zachowania w ostatnim czasie. Sabin odpowiedział wymijająco i przedstawił wrestlerkę Penelopę Ford, która powiedziała po co być złym, kiedy można być super-złym.
Walka trzech tag teamów – The Lucha Brothers, The Private Party i SoCal Uncensored – przejawiała się zauważalną różnicą stylów. Ostatecznie SoCal Uncensored udało się obronić AEW World Tag Team Championship. Po tej walce The Lucha Brothers zaatakowali zwycięzców od tyłu, ale nagle światła zgasły, a gdy zapaliły się z powrotem, Pentagon, Jr. zobaczył przed sobą swojego sobowtóra, a zaraz potem został przez niego pobity. Na podstawie jego ruchów, komentatorzy rozpoznali w nim Christophera Danielsa, który wkrótce zdemaskował się i zawołał Wróciłem.
Emi Sakura weszła na ring w przebraniu Freddiego Mercurego i okazjonalnie naśladowała jego popularne zawołania. Riho z powodzeniem pokonała swoją byłą trenerkę i obroniła AEW Women’s World Championship. Po walce obie uczestniczki wyraziły szacunek wobec siebie nawzajem.
Przed walką Codiego i Jericho zostali przedstawieni trzej sędziowie, będący legendami wrestlingu: Dean Malenko, Arn Anderson i The Great Muta. Codiemu towarzyszył jego przyjaciel MJF, a Chrisowi Jericho milczący członek jego stajni, Jake Hager. Cody we wczesnej fazie walki uderzył głową o stalową rampę i zaczął krwawić. Walka trwała prawie pół godziny. W jej trakcie dochodziło do rozmaitych akcji: obaj zawodnicy na zmianę zyskiwali przewagę, interweniowali menedżerowie, Jericho kłócił się z sędzią, w pewnym momencie bił swojego przeciwnika pasem mistrzowskim, a gdy podszedł za blisko widowni, wymierzyła mu cios matka Codiego. Gdy Jericho założył przeciwnikowi swój charakterystyczny chwyt Lion Tamer i długo trzymał w nim Codiego, MJF sprawiał wrażenie, jakby nie mógł znieść tego widoku, i rzucił na ring biały ręcznik jako symbol poddania się. Jericho zwyciężył, co oznaczało, że Cody już nigdy więcej nie mógł ubiegać się o AEW World Championship. Zwycięzca świętował razem z The Inner Circle, a MJF płakał. Cody podszedł do niego i dał mu znać, że wybacza, ale wtedy niespodziewanie MJF kopnął Codiego i dał mu znać, że świadomie go zdradził.

### Walka wieczoru
Przed walką Kennego Omegi i Jona Moxleya konferansjer zapowiedział, że za chwilę światła zostaną wyłączone, a gdy znów zostaną zapalone, All Elite Wrestling nie będzie odpowiedzialne za to, co się wydarzy - nie będzie limitu czasowego, wyliczeń po wyjściu z ringu i dyskwalifikacji.
W trakcie walki Moxley zaatakował przeciwnika blaszanym koszem na śmieci. Omega wyrzucił Moxleya na widownię i wykorzystywał do ataku elementy otoczenia, a także zabierał widzom puszki, które wykorzystywał jako broń. Moxleyowi udało się w końcu obronić przed przeciwnikiem i przenieść walkę z powrotem na ring. Jako broni używał od tej pory drewnianego kija, owiniętego w drut kolczasty. Omedze udało się obronić kolejnym atakiem z użyciem blaszanego kosza i Piledriverem. Wyrzucił kij Moxleya z ringu i uzbroił się we własny, większy kij, którym atakował przeciwnika. Kolejną bronią, jaką wniósł na ring była prostokątna mata z przyklejonymi nastawionymi pułapkami na myszy. Po wymianie ciosów, to jednak Omega wylądował na macie. Następnie Moxley wniósł na ring długi stalowy łańcuch pomalowany na złotawy kolor. Rzucił na niego przeciwnika, a potem dusił nim go i miażdżył nim głowę. Później chciał wbić w przeciwnika szpikulec do lodu, ale Omega uniknął ataku, wykorzystując łańcuch do obrony. Niedługo potem owinął łańcuch wokół szyi Moxleya i wyrzucił go z ringu, robiąc z łańcucha szubienicę. Potem zwolnił chwyt duszący i rozbił przeciwnikiem drewniany stół, a następnie cisnął Moxleyem tak, by plecami wylądował na potłuczonym szkle. Dwukrotnie próbował też oślepić przeciwnika kawałkami szkła, ale bez powodzenia. Udało mu się za to skaleczyć go szpikulcem w czoło. Wkrótce obaj wylądowali na poskręcanym drucie kolczastym, który był przygotowany poza ringiem. Moxley zaczął niszczyć ring - pozbył się maty amortyzującej i odsłonił twarde drewniane deski. Początkowo było to głównie na korzyść Omegi, który ciskał przeciwnikiem o podłogę. Jednak dzięki skutecznemu unikowi, gdy Omega wykonywał Dive, Moxley zyskał przewagę i to on wygrał przez przypięcie.

## Wyniki walk
| Nr                                                                   | Wyniki | Stypulacje                                                                                                  | Czas  |
| -------------------------------------------------------------------- | --- | --- | ----- |
| 1P                                                                   | Dr. Britt Baker, D.M.D. pokonała Beę Priestley poprzez submission                                                                                               | Singles match                                                                                               | 11:35 |
| 2                                                                    | Proud and Powerful (Santana i Ortiz) pokonali The Young Bucks (Matta Jacksona i Nicka Jacksona)                                                                 | Tag team match                                                                                              | 21:00 |
| 3                                                                    | "Hangman" Adam Page pokonał Paca | Singles match                                                                                               | 18:30 |
| 4                                                                    | Shawn Spears (z Tullym Blanchardem) pokonał Joeya Janelę | Singles match                                                                                               | 11:45 |
| 5                                                                    | SoCal Uncensored (Frankie Kazarian i Scorpio Sky) (c) pokonali Lucha Brothers (Pentagon Jr. i Rey Fénixa) oraz Private Party (Isiaha Kassidy’ego i Marqa Quena) | Three-way tag team match o AEW World Tag Team Championship                                                  | 13:00 |
| 6                                                                    | Riho (c) pokonała Emi Sakurę | Singles match o AEW Women’s World Championship                                                              | 13:20 |
| 7                                                                    | Chris Jericho (c) (z Jakiem Hagerem) pokonał Cody’ego (z MJF-em) poprzez techniczne poddanie                                                                    | Singles match o AEW World Championship Jeśli Cody przegra, już nigdy nie zawalczy o AEW World Championship. | 29:35 |
| 8                                                                    | Jon Moxley pokonał Kenny’ego Omegę | Unsanctioned Lights Out match                                                                               | 38:45 |
| (c) – mistrz/mistrzyni przed walkąP – walka miała miejsce w pre-show | | |       |

## Odbiór
Gala została pozytywnie odebrana przez krytyków. Jason Powell z Pro Wrestling Dot Net powiedział, że miłą odmianą było zobaczyć galę, na której każda walka sprawiała wrażenie jakby miała znaczenie i nie była zapychaczem, odnosząc się przy tym między innymi do typowych gal WWE. Pochwalił galę również za to, że zebrany na trybunach tłum był bardzo zaangażowany. Brent Brookhouse i Jack Crosby z CBS Sports również pozytywnie ocenili galę, dodając przy tym, że dwie ostatnie walki były unikatowe i nie sądzą, by ktoś inny, niż AEW był zdolny do zorganizowania czegoś podobnego. Średnia gwiazdek wystawiona walkom na gali przez Dave’a Meltzera wynosiła 3,8/5, a bez pre-show 4,1/5. Dwóm ostatnim walkom przyznał 4,5/5.
Pomimo pozytywnego odbioru, ostatnia walka, Jon Moxley kontra Kenny Omaga, była krytykowana za brutalność. Arya Winter z Wrestling Observer Newsletter nazwała walkę obrzydliwą i wyraziła nadzieję, że nie prędko zobaczy kolejny pojedynek typu Lights Out match w wykonaniu AEW. Doświadczony były menedżer Jim Cornette w swoim podcaście nazwał tę walkę pobłażliwą, fałszywą, głupią, żenującą i określił ją mianem wysokobudżetowego śmiecia. Dave Meltzer, choć ocenił walkę pozytywnie, powiedział, że osobiście nienawidził jej za przesadzoną brutalność.